# Lucio Adrián Ruiz
Lucio Adrián Ruiz (n. Santa Fe, Argentina, 5 de marzo de 1965) es un biomédico,
informático, administrador de empresas, profesor, teólogo y sacerdote católico argentino.

## Biografía
Nacido en la ciudad de Santa Fe, el 5 de marzo de 1965.
Durante su juventud, descubrió su vocación religiosa y eso le llevó a ingresar en el Seminario Metropolitano Nuestra Señora de Guadalupe en Santa Fe, donde realizó sus estudios eclesiásticos. Finalmente fue ordenado sacerdote el día 30 de septiembre de 1990, por el entonces Arzobispo Metropolitano "Monseñor" Edgardo Gabriel Storni(†).
Durante todos estos años, ha ido completando su formación en numerosas instituciones universitarias.
Obtuvo la carrera de Analista en Informática Aplicada en la Universidad Nacional del Litoral, situada en Santa Fe.
Luego se trasladó a Europa, donde hizo un Máster en Ciencias de administración y gestión (Business Administration: MBA) por la Universidad Politécnica de Madrid, se Licenció en Teología Fundamental y Teología Dogmática por la Pontificia Universidad de la Santa Cruz en Roma, cuyo tesis trató la Teología de la Comunicación.
Pastoralmente se ha desempeñado como Párroco, Delegado Decanal de Pastoral Juvenil y Pastoral universitaria; ha sido Secretario Ejecutivo de la Comisión Episcopal de Pastoral Universitaria y Asesor de Informática del Secretariado General de la Conferencia Episcopal Argentina (CEA); fue Secretario Ejecutivo de la Oficina de Sistemas del Consejo Episcopal Latinoamericano (CELAM) en la ciudad de Bogotá (Colombia);  y Coordinador Técnico de la Red Informática de la Red Informática de la Iglesia en América Latina (RIIAL).
Además cabe destacar que ha sido profesor en el Instituto Teológico Pastoral para América Latina (ITEPAL) de Bogotá.
Actualmente desde hace un tiempo desempeña su ministerio pastoral en la Santa Sede, como primer Secretario General de la recién creada  Secretaría para la Comunicación.
En la Santa Sede también es colaborador con la Sagrada Congregación para el Clero y el Pontificio Consejo para las Comunicaciones Sociales.
Además al mismo tiempo es Asesor de la Red Informática de la Iglesia en América Latina (RIIAL); Presidente del Centro de Formación y Desarrollo Nuestra Señora de Guadalupe para América Latina; Profesor en la Facultad de Comunicaciones de la Pontificia Universidad de la Santa Cruz y profesor invitado de Teleformación en la Pontificia Universidad Gregoriana.
Recientemente ha obtenido un Doctorado en Ingeniería Biomédica por la Universidad Politécnica de Madrid.
El 27 de junio de 2020 fue confirmado como secretario del Dicasterio para la Comunicación in aliud quinquennium.